# 1-ша козача дивізія
1-ша коза́ча кавалерійська диві́зія (нім. 1. Kosaken-Kavallerie-Division) — російське козаче з'єднання у складі німецької армії під час Другої світової війни. Воювала на Югославському фронті, створена здебільше з Донських козаків, хто втік від просування Радянської Армії.

## Склад
1-ша козача дивізія  була створена 4 серпня 1943 року і мала у своєму складі такі підрозділи::
1-ша козача кінна бригада (під командуванням полковника фон Вагнера)  
- 1-й Донський козачий кінний полк
- 2-й Сибірський козачий кінний полк
- 4-й Кубанський козачий кінний полк
- Кавказький артилерійський дивізіон

2-га козача кінна бригада (під командуванням полковника фон Шульца)
- 3-й Кубанський козачий кінний полк
- 5-й Донський козачий кінний полк
- 6-й Терський козачий кінний полк
- Кавказький артилерійський дивізіон

## Допоміжні підрозділи
- 55-й кавалерійський полк
- 55-й інженерний батальйон
- 55-й батальйон зв'язку
- 55-а допоміжна частина
- 55-й медичний батальйон

Загальна кількість бійців дивізії становила 13 000 козаків і 4 500 німців.

## Військова історія
Створення з'єднання розпочато в квітні 1943 року, у вересні дивізія передислокована до Хорватії, де була підпорядкована 2-й танковій армії і використовувалася в операціях проти Народно-визвольної армії і партизанських загонів Югославії (НВАЮ), а також з метою забезпечення тилу.
На території Югославії дивізія розпочала воєнні дії антипартизанською операцією під кодовою назвою нім. «Arnim» (14 — 17 жовтня 1943 року) в районі Фрушка гора. Метою операції було знищення партизанських загонів, які діяли на північ і захід від Белграду. До військових дій була залучена майже вся дивізія, але операція не мала успіху, оскільки партизанам вдалося ухилитися від бою. Тим не менш, дивізія знайшла і знищила кілька партизанських баз і отримала позитивну оцінку німецького командування. Згодом її підрозділи використовувалися для захисту залізниці Загреб-Белград і савської долини.
В останні місяці 1943 року, а також упродовж 1944 року брала участь в наступних антипартизанських операціях:
- «Кабан» (нім. Wildsau), 26–29 жовтня 1943 року силами дивізії на північно-східному терені від міста Тузла;
- «Бабка» (нім. Napfkuchen), 3–6 січня 1944 року силами 2-ї бригади на території Боснії;
- «Запальний факел» (нім. Brandfakel), 11–16 січня 1944 року проти партизан у центральній Боснії;
- «Шахи» (нім. Schach), 22-30 травня 1944 року силами 1-ї бригади на південному заході від населених пунктів Гліна і Топуско;
- «Пасіка» (нім. Bienenhaus), 24–28 червня 1944 року силами 1-го й 4-го полків 1-ї бригади в районі міст Чазма та Іванич-Град;
- «Блискавка» (нім. Blitz), 27–30 червня 1944 року в районі міста Джаково силами 3-го і 5-го полків 2-ї бригади;
- «Пожежна охорона» (нім. Feuerwehr), липень-серпень 1944 року в районі міста Прнявор у східній Боснії.

В кінці вересня козача дивізія вела бойові дії з великими партизанськими силами в регіоні між боснійськими містами Градишка і Баня-Лука.
У червні 1944 року під час повернення в район дислокації після участі в операції «Шахи» 1-ша бригада дивізії зазнала великих втрат, коли сибірські козаки 2-го полку були оточені партизанами і трималися декілька днів, поки інші козацькі полки змогли перегрупуватись і прорвати оточення.
У період з 13 грудня 1944 року по 9 лютого 1945 року 1-ша козача дивізія вела воєнні дії проти частин Червоної Армії й НВАЮ на плацдармі на правому березі річки Драва в районі міста Вировитиця. 26 грудня, після запеклого п'ятнадцятигодинного бою, 2-га бригада 1-ї козачої дивізії завдала важкої поразки 703-му стрілецькому полку 233-ї стрілецької дивізії 57-ї армії й зайняла село Питомача. Подальші спроби оволодіти Вировитицею і переправою біля села Терезине Поле успіху не мали. Після контрудару, нанесеного 3 січня 1945 року 32-ю, 33-ю дивізіями і частинами 40-ї дивізії НВАЮ, козаки 1-ї дивізії займали оборону в районі Пітомачі до 6 лютого 1945 року.
4 листопада 1944 року дивізія була підпорядкована Ваффен-СС.
25 лютого 1945 року 1-шу козачу дивізію трансформували у 15-й козачий кавалерійський корпус СС, таким чином 1-ша і 2-га бригади були перейменовані відповідно у 1-шу і 2-гу козачі дивізії без істотних внутрішніх організаційних змін.
У кінці війни корпус на території Австрії здався у полон британським військам. Хоч їм було надано гарантії, що їх не буде повернено до СРСР, проте вони були насильницьки видані СРСР. Ця подія відома, як Видача козаків у Лієнці.

## Репутація
1-ша козача кавалерійська дивізія відома численними воєнними злочинами: пограбуваннями, зґвалтуваннями і розстрілами, скоєними на території Югославії, порівнянними тільки зі злодіяннями 7-ї дивізії СС «Принц Ойген».
Це військове з'єднання було найбільшим формуванням російських колабораціоністів у складі вермахту, а з 4 листопада 1944 року — в СС, яке воювало на боці Німеччини проти Народно-визвольної армії Югославії. Вже перша антипартизанська операція козачої дивізії у Срему восени 1943 року супроводжувалася спустошеннями, багатьма звірствами і брутальністю, від яких постраждало безліч сіл північного і південного Срему. У всіх селах Хорватії та Срему, через які проходили підрозділи 1-ї козачої дивізії, вони залишали за собою «нелюдські сліди пограбування, зґвалтування і інші звірства». Після їх відходу селяни добровільно вступали до лав югославських партизанів.
Внаслідок жорстокого поводження з партизанами та місцевим населенням, вояки 1-ї козачої дивізії, поряд із військовиками тюркських і кавказьких формувань вермахту, в колективному сприйнятті хорватів, словенців та сербів були поєднані загальним ім'ям — «черкеси», що мало явно виражене негативне значення. Цей термін активно використовувався в штабних документах НВАЮ за часів війни, присутній у післявоєнному лексиконі югославських авторів (Здравко Цветкович, Йован Кокот, Нікола Божич та багато інших), вживається він і в сучасних хорватських, сербських і боснійських публікаціях.
Свідчення про злочини та надмірну жорстокостість військовиків 1-ї козачої дивізії містяться і в документах противників народно-визвольного руху Югославії, на боці яких воювали її вояки. Так, керівництво району Жупаня (хорв. Kotarske oblasti Županja) великої жупи Посав'є (хорв. Velikoj župi Posavje) в місті Славонський Брод у звіті про політичну ситуацію і терор у краї в другій половині жовтня 1943 року повідомляє, що у той час, «як німецькі підрозділи поводяться з місцевим населенням коректно, козацькі загони чинять над мирними громадянами насилля, грабіж та ґвалтування».
У звіті 2-го військового округу (хорв. zbornog područja) Міністерства збройних сил НДХ у Загребі від 4 листопада 1943 року повідомляється, що більшість сіл і міст, населених хорватами, побоюються прибуття козацьких військ. «Нація не сприймає насильство, грабунки і розбій, що чинять ці підрозділи». Через дедалі більші успіхи комуністів, а також обурення у зв'язку із пограбуванням членами козацької дивізії сімей домобран, відзначається занепад моралі і бойового духу військових частин. Аналогічно, 5 січня 1944 року командування 2-го округу в місті Славонський Брод повідомляє заклопотаність з приводу зростаючої діяльності партизан і занепаду бойового духу нації. Підкреслюється невдоволення урядом серед місцевого населення, зумовленого продовженням козацьких злочинів, зокрема, зґвалтувань, які вражають найбільш чутливі почуття людей, особливо мусульман.
Тема козацьких злочинів є актуальною у Хорватії і в наш час. За оцінкою колумніста Міслава Міхолека з хорватського порталу «Politika Plus», одним з чинників, які погіршили воєнні умови на терені Хорватії, стало залучення німецькими окупантами «сумнозвісної» 1-ї козачої дивізії, відомої в народі як «черкеси». Ці козаки на службі у німців систематично ґвалтували, грабували, нищили і вбивали людей у Подравині та Славонії, в регіонах, де люди, як правило, служили в лавах хорватського домобранства.
Один з найпопулярніших місцевих друкованих засобів масової інформації — загребська «Вечірня газета» у статті від 11 листопада 2015 року наводить спогади літньої жінки про діяння козаків: «…кожне військо мало свій власний метод залякування: — «черкеси» були найгірші. Відрубували голови, грабували, катували і ґвалтували. Мене бог врятував від зґвалтування…».
22 вересня 2015 року радіостанція міста Градишка на своєму сайті репрезентувала нову книгу письменника Данила Карапетровича (хорв. Danilo Karapetrović) під назвою «Тринадцять скоївок і три піонери». Видання розповідає про один з «найжахливіших злочинів черкесів» із 1-ї козачої дивізії, скоєний у січні 1944 року в горах Козари. За змістом презентації, скоївки і піонери, яким було 12—21 років, поверталися із партизанського госпіталю у селі Буковиця, коли натрапили на засідку козаків за сім кілометри від села Горні Подградці. За те, що дівчата відмовилися розповісти про місце перебування партизан, їх піддали тортурам, вирізали їм п'ятикутні зірки на тілі, а одну, ще живу розірвали кіньми. Під кінець, після зґвалтування усі тринадцять дівчат, разом із піонерами були вбиті. У книзі автор об'єднав усі свідчення, письмові розповіді і вірші про цю подію, різні документи і фотографії. Книга про цей «страшний злочин», за словами автора, розповідає про страждання тринадцяти скоївок і трьох піонерів.
Що стосується ролі та місця козацького формування у війні на території Югославії, то за оцінкою науковця Олексія Юрійовича Тимофеєва з Інституту новітньої історії Сербії, в епоху, коли весь світ боровся з німецькою, італійською та японською агресією, СРСР виглядав меншим злом. Англо-американці та їхні союзники не хотіли розуміти супротивників Сталіна в Росії в той час, поки Гітлер був при владі в Німеччині. Після відходу з Млави, козаки, незважаючи на їхні сподівання, перетворилися у посібників окупантів, союзників і захисників затятих ворогів православ'я і боролися за абсолютно чужі інтереси. Тому важко погодитися з аргументом деяких російських і емігрантських авторів козацької історіографії про участь козаків у період з 1943 по 1945 роки в громадянській війні в Сербії. Вищенаведене фактично поділяє дослідник козацтва Олег Ратушняк із Кубанського державного університету: «…в силу низки об'єктивних і суб'єктивних причин, частина козацтва як з числа емігрантів, так і з числа радянських громадян, опинилися в роки Другої світової війни на стороні фашистської Німеччини. Подібна позиція, незважаючи на часом значущі причини, об'єктивно і в історичній перспективі була спрямована проти своєї батьківщини, власного народу».